# Ghost Tropic (Album)
Ghost Tropic ist das siebte Album und zugleich das fünfte Studioalbum von Jason Molinas Band Songs: Ohia. Das Album wurde von Mike Mogis im Dead Space Recording Studio in Lincoln, Nebraska, USA aufgenommen.

## Veröffentlichung
Das Album wurde am 13. November 2000 von Secretly Canadian als CD und Schallplatte mit der Bestellnummer SC040 veröffentlicht, beide Auflagen sind noch erhältlich.

## Titelliste
Alle Texte wurden von Jason Molina verfasst.
1. Lightning Risked It All – 5:39
2. The Body Burned Away – 5:35
3. No Limits On The Words – 5:21
4. Ghost Tropic – 2:36
5. The Ocean's Nerves – 5:03
6. Not Just A Ghost's Heart – 12:02
7. Ghost Tropic – 3:09
8. Incantation – 11:51